# Лопес, Луис Альберто
Луис Альберто Лопес Лопес (исп. Luis Alberto Lopez Lopez; 25 августа 1993, Гуадалупе, Мексика) — мексиканский футболист, защитник клуба «Коррекаминос».

## Клубная карьера
Лопес — воспитанник клуба «Монтеррей». 8 сентября 2013 года в матче против столичной «Америки» он дебютировал в мексиканской Примере, заменив во втором тайме Гаэля Акосту. 27 февраля 2014 года в поединке Кубка Мексики против «Пачуки» Луис забил свой первый гол за «Монтеррей».

## Международная карьера
В 2015 году Лопес в составе олимпийской сборной Мексики завоевал серебряные медали Панамериканских игр в Канаде. На турнире он сыграл в матчах против команд Парагвая, Тринидада и Тобаго, Панамы и дважды Уругвая. В том же году Луис принял участие в Турнире в Тулоне.

## Достижения
Мексика (до 23)
- Финалист Панамериканских игр — 2015